# Axel Horn (Pädagoge)
Axel Edmund Horn (* 20. Juni 1954) ist ein deutscher Pädagoge, Sportwissenschaftler und Hochschullehrer.

## Leben
Horn studierte nach dem Abitur an der Universität Würzburg Theologie, Philosophie, Sport, Germanistik und Geographie. 1980 wurde er dort mit der Arbeit Verantwortung heute: Eine philosophisch-theologische Auseinandersetzung mit dem Denken Martin Heideggers, Jean-Paul Sartres und Paul Tillichs zur Frage nach Verantwortung und Verantwortlichkeit des Menschen zum Dr. theol. promoviert. Anschließend trat er in den gymnasialen Schuldienst im Freistaat Bayern ein, in dem er bis 2001 verblieb. 1987 erfolgte ebenfalls an der Universität Würzburg seine zweite Promotion. Er wurde mit der Arbeit Spielen lernen: spielen als ek-sistenziales Grundphänomen und Möglichkeiten einer Spiel-Erziehung im Sportunterricht zum Dr. phil. promoviert. Von 1989 bis 1993 war er im Auslandsschuldienst an der Deutschen Schule Athen als Lehrkraft tätig. Von 1994 bis 1996 lehrte Horn zusätzlich an der Universität Augsburg, an der 2002 seine Habilitation mit der Arbeit Leibes- und Bewegungs-Erziehung erfolgte.
Horn folgte 2001 einem Ruf an die Pädagogische Hochschule Schwäbisch Gmünd, an der er die Professur für Sportpädagogik und Sportdidaktik besetzt. Er ist an der Hochschule Institutsdirektor der Gesundheitswissenschaften sowie Abteilungsleiter für Sport und Bewegung. Seit 2008 ist Horn zudem Gastprofessor an der Universität des Peloponnes an der International Olympic Academy in Olympia. 2017 ging Horn in den Ruhestand.

## Forschungsschwerpunkte
Horn beschäftigt sich mit Spieltheorie, -pädagogik, - didaktik, der Schulsportforschung. Außerdem arbeitet er in den geisteswissenschaftlich ausgerichtete Disziplinen der Sportwissenschaft so Sportpädagogik, -philosophie, -soziologie, -psychologie, -geschichte, -didaktik. Unter anderem im Kontext seiner Gastprofessur beschäftigt er sich außerdem mit Olympischer Erziehung.

## Publikationen (Auswahl)
- Spielen lernen: spielen als ek-sistenziales Grundphänomen und Möglichkeiten einer Spiel-Erziehung im Sportunterricht. Weinheim 1987: Deutscher Studien-Verlag. ISBN 3-89271-033-3.
- Leibes- und Bewegungs-Erziehung. Bad Heilbrunn 2002: Klinkhardt. ISBN 3-7815-1210-X.
- Körperkultur (Hrsg.) Band 1. Schorndorf 2007. Hofmann. ISBN 978-3-7780-6100-8.
- Bewegung und Sport: eine Didaktik. Bad Heilbrunn 2009: Klinkhardt. ISBN 978-3-7815-1687-8.#
- Körperkultur(Hrsg.) Band 2. Schorndorf 2009. Hofmann. ISBN 978-3-7780-6100-8.
- Bildung in Bewegung. Berlin 2017. Logos. ISBN 978-3-8325-4455-3.
- Spielerziehung in der Grundschule. Überarbeitete und erweiterte Neuauflage. Stuttgart 2017. Stiftung Sport in der Schule.
- Bewegungserziehung mit Vorschulkindern. 118 Übungen für die tägliche Praxis im Kindergarten. Freiburg 2021. (2. Auflage).:Herder. ISBN 978-3-451-37635-1.
- Sportphilosophie. Eine phänomenologisch fundierte Einführung. Wiesbaden 2022. Springer VS. ISBN 978-3-658-39272-7.